# Société psychologique du Mercredi
La Société psychologique du Mercredi est le premier cercle de l'histoire du mouvement psychanalytique. Cette société est créée en 1902 par Sigmund Freud, Alfred Adler, Wilhelm Stekel, Rudolf Reitler et Max Kahane. Elle est dissoute et remplacée, en 1908, par la Société psychanalytique de Vienne.
Le groupe du mercredi avait une fonction autant thérapeutique que scientifique : on y passait de l’analyse des patients à l’auto-analyse de chacun des membres du groupe, de leurs conflits intérieurs, de leurs difficultés et particularités sexuelles, de leurs fantasmes et de leurs souvenirs.
Au cours des premières années, après la présentation d’une conférence, chaque membre du groupe est appelé à tour de rôle et obligé de parler lorsque son nom était tiré d’une urne grecque. Au cours des ans, des tensions se font sentir. Cherchant à « résoudre les conflits qui sont apparus et permettre aux participants qui le désireraient de s’en aller sans être exclus ou sans crainte de voir leurs démissions considérées comme un acte inamical » (ainsi que le comprend Élisabeth Roudinesco) Freud, dans une lettre adressée depuis Rome, annonce sa proposition de dissoudre le groupe pour le reformer immédiatement. Aucune défection importante n'a lieu. Au cours des houleuses séances de février 1908, les membres du groupe demandent un changement concernant la conduite des séances. Le tirage au sort est supprimé et avec lui l'obligation de parler.